# 奥田香織
奥田 香織（おくだ かおり）は、日本の女性声優。主にアダルトゲームに声をあてている。

## 出演
太字はメインキャラクター。

### アダルトゲーム
2001年
- 幻燐の姫将軍（ラファール）
- 鬼作（柏木綾乃）

2002年
- エルフィーナ〜淫夜へと売られた王国で…〜（マーナ）
- Milkyway2（神月沙耶）
- 隷嬢キャスター2（五十嵐玲奈）

2003年
- この空がついえる瞬間に（静川透子）
- ている・ている（ルルコ）
- かなえてあげる〜冬がくれた贈り物〜（ミネリィ）
- 幻燐の姫将軍2 〜導かれし魂の系譜〜（ステーシア・テシュオス、ラファール）

2004年
- 空帝戦騎〜黄昏に沈む楔〜（ジーナ・ベンベスター）

2005年
- 天使ノ二挺拳銃（サチ）
- 咎狗の血（エマ）
- 冥色の隷姫 〜緩やかに廃滅する青珊瑚の森〜（ディクシー）
- カルタグラ 〜ツキ狂イノ病〜（雨雀）
- CLEAVAGE（市ノ瀬沙夜香）
- ラストストーリーはあなたへ（ナレーション）

2006年
- らぐな☆彡サイエンス（高梨桔梗）
- おまな2 おまえんち萌えてるぞ（氷室リョウ）

2007年
- 月光のカルネヴァーレ（レベッカ）
- 桃華月憚（五反田幸子、春日）

2008年
- 戦女神ZERO（空の勇士）
- 媚肉の香り ネトリネトラレヤリヤラレ（叶沙耶）
- MESSIAH Paranoia∞Paradox（ヴェロニカ）

2009年
- キスと魔王と紅茶（シスター・六美・タイラー）
- BALDR SKY Dive1 "Lost Memory" / Dive2 "RECORDARE" / DiveX "DREAM WORLD"（2009年 - 2010年、橘聖良）- 3作品

2010年
- 熟恋願望 秘めた想いと淫らな愛のカタチ（佐伯結依）

2011年
- 鬼作 アニメーション追加完全版（柏木綾乃）
- Vermilion -Bind of Blood-（ジョージ・ゴードン・バイロン）

2023年
- カルタグラ 〜ツキ狂イノ病〜《REBIRTH FHD SIZE EDITION》（雨雀）

### 一般ゲーム
- カルタグラ 〜魂ノ苦悩〜（2005年、雨雀）

### アダルトアニメ
時期不明
- ストリンジェンド〜エンジェルたちのプライベートレッスン〜（浅岡先生）

1997年
- YU-NO（一条美月）

1999年
- 臭作 THE ANIMATION（前島香織）

2000年
- 脅迫 THE ANIMATION 〜終わらない明日〜（鷹司麗香）

2002年
- 鬼作 THE ANIMATION（柏木綾乃）

2003年
- ダーク・シェル 檻の中の艶（小西優夏）

2006年
- CLEAVAGE（市ノ瀬沙夜香）
- 義母の吐息 〜背徳心に漂う母の色香〜（野口奈緖[1]）
- 特務捜査官レイ&風子（桐沢レイ）

2007年
- 家庭教師のおねえさん THE ANIMATION〜Hの偏差値あげちゃいます〜（秋月沙良）

2009年
- 彷徨う淫らなルナティクス（リヒテリ）
- 恥熱カルテ The Devilish Cherry 下巻（間宮）
- カルタグラ 〜ツキ狂イノ病〜（雨雀）
- 貴方だけこんばんわ（六平桜子）

2010年
- 家庭教師のおねえさん2 THE ANIMATION〜Hの偏差値あげちゃいます〜（秋月沙良）
- レイZERO（桐沢レイ）

2011年
- 淫妖蟲 悦 〜怪楽変化退魔録〜（八神弥生）

### ドラマCD
- 異教徒合神ミコシスター（2005年、ローザ＝リオ／ミコシスター）
- 皇女フランチェスカ（2007 - 2008年、エリッサ）
- ボクノアイジン（2007年、由貴子）